# Luis Polonia
Luis Andrew Polonia Almonte é um ex-jogador profissional de beisebol dominicano.

## Carreira
Luis Polonia foi campeão da World Series 2000 jogando pelo New York Yankees. Na série de partidas decisiva, sua equipe venceu o New York Mets por 4 jogos a 1.